# Saison 1939 de la NFL
Navigation
Édition précédente Édition suivante
La saison 1939 de la NFL est la 20e saison de la National Football League. Elle voit le sacre des Packers de Green Bay.

## Classement général
| Conférence Est         |      |      |      |        |          |            |
| Franchise              | Vic. | Déf. | Nuls | % vic. | Pts pour | Pts contre |
| Giants de New York     | 9    | 1    | 1    | .900   | 168      | 85         |
| Redskins de Washington | 8    | 2    | 1    | .800   | 242      | 94         |
| Dodgers de Brooklyn    | 4    | 6    | 1    | .400   | 108      | 219        |
| Eagles de Philadelphie | 1    | 9    | 1    | .100   | 105      | 200        |
| Steelers de Pittsburgh | 1    | 9    | 1    | .100   | 114      | 216        |

| Conférence Ouest     |      |      |      |        |          |            |
| Franchise            | Vic. | Déf. | Nuls | % vic. | Pts pour | Pts contre |
| Packers de Green Bay | 9    | 2    | 0    | .818   | 233      | 153        |
| Bears de Chicago     | 8    | 3    | 0    | .727   | 298      | 157        |
| Lions de Détroit     | 6    | 5    | 0    | .545   | 145      | 150        |
| Rams de Cleveland    | 5    | 5    | 1    | .500   | 195      | 164        |
| Cardinals de Chicago | 1    | 10   | 0    | .091   | 84       | 254        |

## Finale NFL
- 10 décembre 1939, à Milwaukee devant 32 279 spectateurs, Packers de Green Bay 27 - Giants de New York 0